# Eleonora av Savojen

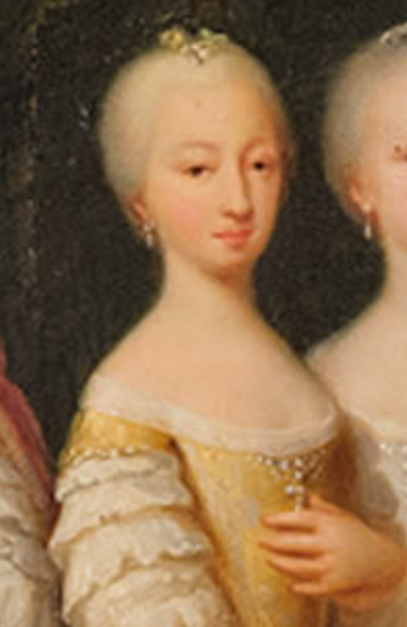
Eleonora Maria Teresa

Eleonora Maria Teresa av Savojen, född 1728, död 1781, var en prinsessa av Sardinien; dotter till kung Karl Emanuel III av Sardinien och Polyxena av Hessen-Rotenburg. 
Eleonora föreslogs som brud till kronprins Ludvig av Frankrike före hans äktenskap år 1744. hon gifte sig aldrig, men mellan sin mors död år 1735 och sin brors giftermål 1750 hade hon högst rang bland kvinnorna i Savojens kungahus och fungerade därmed som landets första dam ceremoniellt.    